# Comeback (1982)
Comeback is een Amerikaans-Duitse muziekfilm uit 1982, geregisseerd door Christel Buschmann.  De hoofdrol wordt vertolkt door rockzanger Eric Burdon.

## Verhaal
De ooit beroemde zanger Rocco woont met zijn drugsverslaafde vrouw Tina in Los Angeles en moet vluchten voor de maffia. Hij bevindt zich in de metropool Berlijn om daar zijn comeback te maken met een nieuw contract. Wanneer hij veelgeprezen optredens onder punkers heeft uitgevoerd, beginnen de problemen opnieuw.

## Rolverdeling
| Acteur            | Personage |
| ----------------- | --------- |
| Eric Burdon       | Rocco     |
| Julie Carmen      | Tina      |
| Michael Cavanaugh | Manager   |
| Jörg Pfennigwerth | Paul      |
| John Aprea        | Lawyer    |
| Blackie Dammett   | Heavy     |
| Edwin Craig       | Freak     |
| Emily Woods       | Laura     |
| Bob Lockwood      | Marilyn   |
| Rosa King         | Rosa      |
| Louisiana Red     | Louisiana |

## Release
De film ging in première op 19 maart 1982 op de Los Angeles International Film Exposition (Filmex).